# Luolong (köpinghuvudort i Kina, Guizhou Sheng, lat 29,07, long 107,70)
Luolong (kinesiska: 洛龙, 洛龙镇) är en köpinghuvudort i Kina. Den ligger i provinsen Guizhou, i den sydvästra delen av landet, omkring 290 kilometer norr om provinshuvudstaden Guiyang. Antalet invånare är 14 989. Befolkningen består av 7 406 kvinnor och 7 583 män. Barn under 15 år utgör 22,0 %, vuxna 15-64 år 63 %, och äldre över 65 år 13,0 %.